# Hermandad del Cristo de la Sangre (Moguer)
La Antigua, Venerable, Fervorosa, Muy Humilde y Franciscana Hermandad y Cofradía de Nazarenos del Santísimo Cristo de la Encarnación es una cofradía del pueblo de Moguer, en Huelva (España).
- Conocida popularmente como "El Cristo de la Sangre".
- Fundada en el siglo XVI.
- Sede: Capilla del Hospital del Corpus Christi.
- Horario procesional: 22:00 hasta las 00/01 horas.
- Penitentes: Las túnicas son blancas con botonadura, antifaz rojo caído y cinturón de esparto. El escudo va en el antifáz, a la altura del pecho.
- Imágenes: La actual talla del Cristo de la Sangre es del año 1941 y fue realizada en los Talleres de arte Cristiano de Olont (Barcelona).
- Pasos: El Cristo de la Sangre es portado por 3 penitentes en vía crucis.

El desfile procesional es de los más representativos de la Semana Santa Moguereña, caracterizado por el profundo silencio que acompaña al viacrucis, y porque los penitentes llevan los antifaces caídos, y en muchos casos en estación de penitencia con cadenas y portando cruces en sus hombros. La profunda devoción que la ciudadanía profesa a este cristo arranca del 29 de marzo de 1712, fecha en la que ocurrió un hecho insólito en la Capilla del Corpus Christi, según consta en testimonio notarial del archivo histórico: La imagen del crucificado que llaman de la Encarnación, “Cristo de la Sangre”, sudó sangre copiosamente, provocando la admiración y el crecimiento de la devoción popular, y el culto, hacia dicha advocación.

## Pasos e imágenes

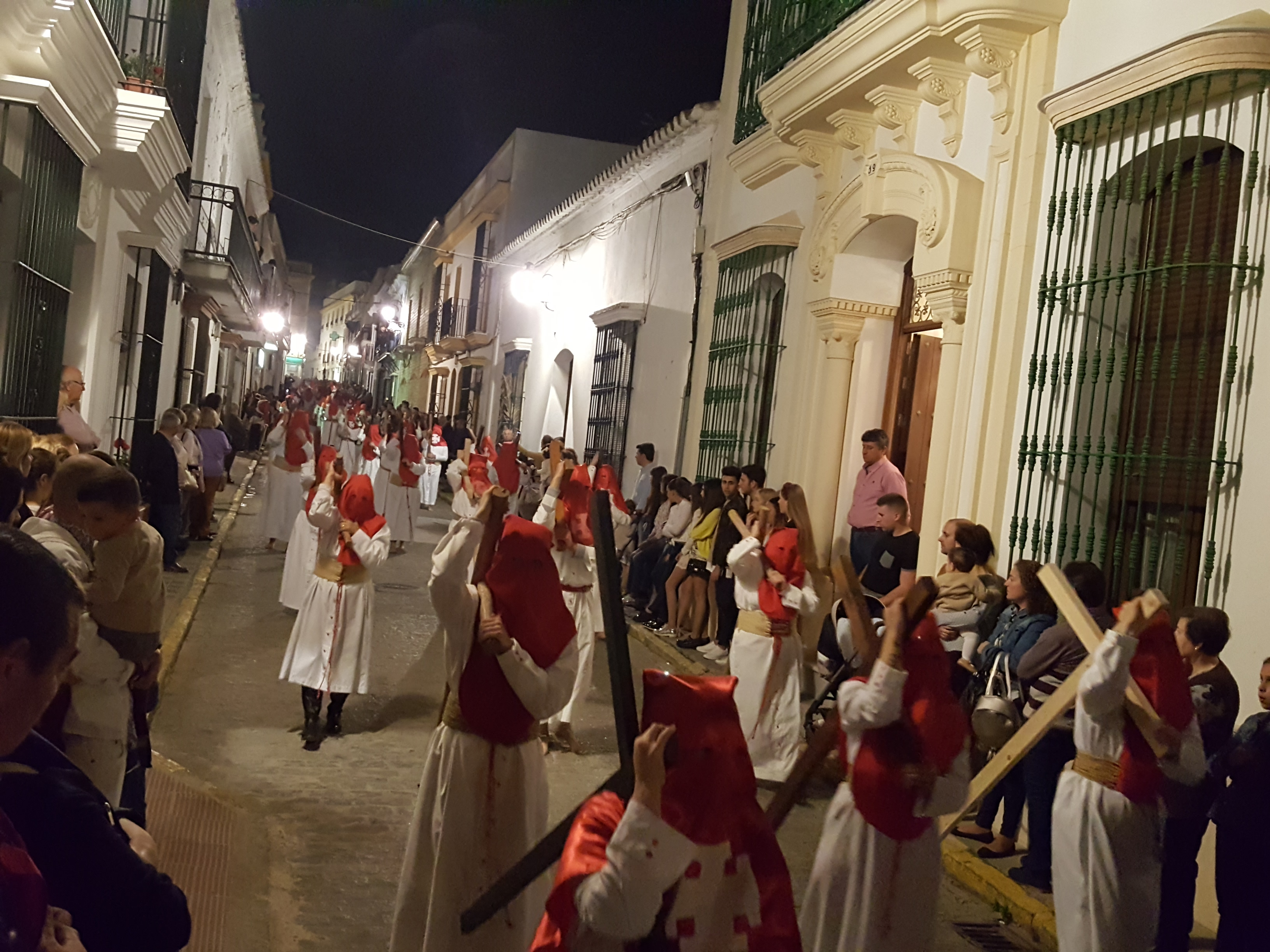
Desfile procesional.